# 루카스 유트케비츠
루카스 이사아츠 파울 유트케비츠(Lukas Isaac Paul Jutkiewicz, 1989년 3월 28일, 잉글랜드, 사우샘프턴 ~ )은 잉글랜드 출신의 폴란드계 축구선수이다. 주키에비츠는 자신의 국적인 잉글랜드, 어머니의 국적인 아일랜드, 할아버지의 국적인 폴란드에서 모두 뛸 수 있으나 아직 정하지는 않았다. 현재 소속 구단은 버밍엄 시티이며, 축구 선수 생활은 자신의 고향팀인 사우스햄튼 FC에서 시작했다. 포지션은 스트라이커이다.